# Ambonse Moord

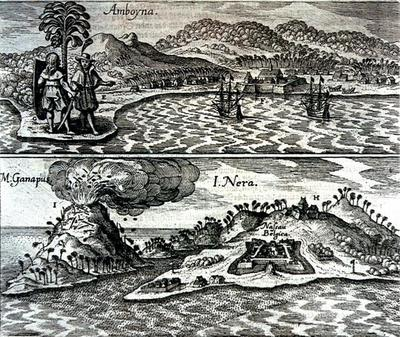
De Nederlandse en Engelse handelsposten te Ambon (boven) en Banda (onder). Gravure uit 1655.

De Ambonse Moord (Amboyna Massacre) was de onthoofding in 1623 van tien Engelsen in dienst van de East India Company (EIC), negen Japanse huurlingen en een Portugees in dienst van de Vereenigde Oostindische Compagnie (VOC). Dit gebeurde na een proces dat met foltering gepaard ging voor een improvisorische rechtbank samengesteld door gouverneur Herman van Speult van de VOC op het eiland Ambon.
Deze executie werd door de Engelsen als een gerechtelijke moord gezien en belastte de diplomatieke relaties tussen de Republiek der Zeven Verenigde Nederlanden en Engeland in de volgende decennia in ernstige mate. Het feit dat het incident niet op een voor Engeland acceptabele wijze werd afgehandeld, vormde een van de voorwendselen voor de Eerste Engels-Nederlandse Oorlog.

## Achtergrond
In 1605 veroverde Steven van der Hagen het Portugese fort Victoria op Ambon zonder slag of stoot. Dit gebeurde in het kader van de wereldwijd gevoerde Tachtigjarige Oorlog tegen de Spaanse kroon (waar, sinds de personele unie met dat land in 1580, ook Portugal aan onderworpen was). Het latere Nederlands-Indië was op dat moment nog geen Nederlandse kolonie, maar een verzameling eilanden zonder staatsverband, waar lokale vorsten de dienst uitmaakten. Ook de Portugezen hadden deze vorsten in het algemeen niet onderworpen, maar hadden op tal van plaatsen handelsforten gebouwd, van waaruit zij met de bevolking handel dreven. De Nederlanders, maar ook andere Europeanen, zoals de Engelsen, namen deze handelspolitiek over. Zij probeerden dan lokale monopsonies in de specerijenhandel te vestigen door concurrerende Europese handelaren desnoods gewapenderhand te weren (hoewel op andere plaatsen vertegenwoordigers van diverse compagnieën min of meer vreedzaam naast elkaar leefden). Uiteraard gaf dit aanleiding tot heftige conflicten tussen de concurrerende compagnieën, waarbij dan weer de nationale overheden betrokken raakten.
Aangezien de conflicten tussen de Engelse en Nederlandse compagnieën de goede relaties tussen de Staten-Generaal en de Engelse koning Jacobus I dreigden te vergiftigen, sloten de twee compagnieën in 1619 te Londen het Traktaat van Defensie onder auspiciën van de twee overheden. Willem Boreel kreeg gedaan dat de twee compagnieën voortaan in Oost-Azië zouden samenwerken. Te Batavia werd een gezamenlijk bestuur gevestigd, Raad van Defensie genaamd, waaraan de kooplieden van beide maatschappijen onderworpen zouden zijn. Voortaan werden de compagnieën geacht hun handelsposten vreedzaam te delen, al werd wel aangegeven dat ieder zijn bestaande posten zou behouden en blijven besturen.
Gezien het feit dat door de grote afstanden de compagnieën niet op de overheid konden terugvallen voor defensie en justitie, hadden zij beide soevereine bevoegdheden ontvangen in hun octrooien. Dat impliceerde onder meer dat de werknemers van de compagnieën (Europees, zowel als inlands) aan rechtbanken onderworpen waren, die volgens het eigen nationale recht rechtspraken. Onduidelijk was echter of de Europese werknemers van de andere maatschappij ook onderworpen zouden zijn aan het recht en de rechtbank van de maatschappij, die in een bepaalde post het bewind voerde. De Nederlanders meenden van wel; de Engelsen daarentegen, meenden dat in zo'n geval alleen de Raad van Defensie te Batavia bevoegd zou zijn. Dit verschil van opvatting ging in het geschil over het incident, waar het hier om gaat, een belangrijke rol spelen.

## Het incident
Hoewel de twee compagnieën dus geacht werden voortaan collegiaal samen te werken, bleven de conflicten onverminderd voortduren, waarbij beide partijen zich aan inbreuken op de afspraken schuldig maakten. Daarbij kwam het ook tot enkele gewapende conflicten, die het onderlinge vertrouwen niet bevorderden. Gouverneur Van Speult, die in 1623 het bewind voerde over het fort Victoria, bezag de Engelsen onder Gabriel Towerson in zijn handelspost dan ook met groot wantrouwen, temeer daar hij ernstige problemen met onder meer de Sultan van Ternate kreeg, waarvan hij vermoedde dat ze door de Engelsen waren aangestookt. De bemanning van het fort bestond voor een deel uit Japanse huurlingen in dienst van de VOC die kort tevoren relaties met Japan had aangeknoopt. Een dezer huurlingen gedroeg zich op een dag in februari 1623 op verdachte wijze. Hij werd daarom gearresteerd en aan een verhoor onderworpen.
Over wat er vervolgens gebeurde, lopen de versies wijd uiteen. De hoofdlijnen zijn echter dat tijdens het verhoor de Japanse soldaat bekende dat er een samenzwering bestond om het fort gewapenderhand over te nemen, de gouverneur te doden en de Nederlandse bezetting gevangen te nemen. Bij deze samenzwering zouden ook Engelsen betrokken zijn naast nog enige andere Japanse soldaten. De gouverneur liet vervolgens alle Engelse kooplieden, ook van nabijgelegen eilanden, arresteren en verhoren. Dit gebeurde door de fiscaal van het fort, die als een soort officier van justitie beschouwd kan worden. Bij deze verhoren werd in enige gevallen (niet alle) foltering toegepast. Een van de methoden die daarbij in ieder geval werden gebruikt was een vorm van waterboarding. Onder invloed van deze folteringen bekende een aantal Engelsen en Japanners aan de samenzwering te hebben deelgenomen. Anderen zouden volgens de VOC-versie zonder foltering bekend hebben. Weer andere Engelsen (afkomstig van de nabijgelegen eilanden) konden een alibi aantonen en werden verder ongemoeid gelaten.
Zoals gebruikelijk in VOC-vestigingen fungeerde de Raad (bestaande uit de leidinggevende functionarissen van de VOC ter plaatse), behalve als adviesorgaan van de gouverneur, in voorkomende gevallen ook als rechtbank. De verdachten, die, al dan niet onder foltering, bekend hadden, werden vervolgens door deze Raad ter dood veroordeeld. (Een viertal Engelsen, alsmede een tweetal Japanners, werd echter begenadigd). De Engelsen die niet bekend hadden werden vrijgesproken.
Het vonnis werd op 9 maart 1623 in het openbaar door onthoofding voltrokken. De begenadigde en vrijgesproken Engelsen vertrokken vervolgens naar Batavia, waar zij bij hun superieuren en de Raad van Defensie hun beklag deden.

## Nasleep
Aangezien het Engelse protest (mede gezien de inmiddels door Van Speult naar Batavia opgezonden processtukken) door gouverneur-generaal Pieter de Carpentier van de VOC van de hand werd gewezen, vertrokken de hierna als Engelse getuigen aan te duiden overlevenden naar Engeland, vergezeld van de Engelse factor te Batavia. Hun relaas wekte in Engeland grote verontwaardiging. De directie van de EIC verzocht onmiddellijk de Engelse regering bij de Staten-Generaal diplomatieke stappen te ondernemen om tot bestraffing van de rechters en schadevergoeding aan de nabestaanden te komen. Aanvankelijk (aldus ambassadeur Sir Dudley Carleton) was ook de regering van de Republiek (w.o. prins Maurits) geschokt door het relaas. Al spoedig kwamen echter de Bewindhebbers van de VOC met hun kant van het verhaal. Aangezien dat op een aantal belangrijke punten de Engelse versie weersprak, meenden de Staten-Generaal dat een nader onderzoek wenselijk was. In eerste instantie stelden zij de Engelse regering voor daartoe een gezamenlijke onderzoekscommissie naar Indië te sturen, om daar de rechters te ondervragen.
De Engelsen meenden dat dit te lang zou duren en eisten onmiddellijk maatregelen. Daarop besloten de Staten-Generaal de rechters naar Nederland terug te roepen (waar ze onder huisarrest werden geplaatst) en een bijzondere commissie van raadsheren uit de Hoge Raad van Holland en Zeeland en het Hof van Holland met een gerechtelijk onderzoek te belasten. Deze commissie wilde echter de Engelse getuigen persoonlijk met de aangeklaagde rechters confronteren, terwijl de Engelse regering van mening was dat volstaan kon worden met de deposities van deze getuigen voor het Engelse Admiralty court. Daardoor bleef de zaak enige jaren liggen (terwijl de aangeklaagden in voorarrest bleven, zij het voorzien van een stipendium van de Staten-Generaal). Pas in 1630 bracht Sir Henry Vane de Oude, die als gezant naar de Republiek kwam in verband met verwikkelingen rond de Dertigjarige Oorlog, de getuigen mee in zijn gevolg. Het eindvonnis van de gedelegeerde rechters kwam daarop in 1632 in concept gereed, maar het werd nooit formeel gewezen, omdat de Engelsen het onbevredigend vonden (de rechters werden nl. vrijgesproken) en er geen prijs meer op stelden.

## Pamflettenoorlog
De EIC nam geen genoegen met deze afloop. Zij publiceerde daarom in 1632 een uitgebreide brochure, waarin alle stukken, voorzien van uitgebreide commentaren, waren verzameld. De VOC had in 1624 de publiciteit gezocht met een anoniem pamflet (vermoedelijk opgesteld door de secretaris van de VOC, Willem Boreel). Dit pamflet werd op verzoek van Carleton door de Staten-Generaal als smaadschrift verboden (het vergeleek de in Ambon gebruikte foltermethoden gunstig met de in Engeland gebruikelijke peine forte et dure), maar desondanks door de Engelse predikant John Winge te Vlissingen vertaald en naar Engeland gezonden. Deze en dergelijke pamfletten werden ook in latere jaren vooral van Engelse zijde herdrukt als er weer een dieptepunt was bereikt in de Engels-Nederlandse betrekkingen.
De Amboyna Massacre werd door Cromwell als een der voorwendsels gebruikt in de oorlogsverklaring voor de Eerste Engels-Nederlandse Oorlog (inmiddels was het onderscheid tussen de daders en de Nederlandse bevolking als geheel in deze propagandageschriften wel vervaagd). Aangezien de Republiek deze oorlog verloor, was zij genoopt bij de Vrede van Westminster (1654) akkoord te gaan met een bepaling dat de nog in leven zijnde rechters van Ambon alsnog zouden worden bestraft (art. 27). Van die rechters was echter op dat moment niemand meer in leven. Ook bij de oorlogsverklaring van de Tweede Engels-Nederlandse Oorlog werd het voorwendsel weer gebruikt. Zo werd de verovering in volle vredestijd van de kolonie Nieuw-Nederland (die aan de WIC en niet de VOC toebehoorde) gerechtvaardigd met een verwijzing naar de Amboyna Massacre.
De zaak leek daarop bij de Vrede van Breda in 1667 definitief te zijn geregeld, maar ook tijdens de Derde Engels-Nederlandse Oorlog rakelden de Engelsen de affaire weer op. John Dryden schreef in 1673 op instigatie van een der onderhandelaars over het geheime Verdrag van Dover, die anti-Nederlandse ressentimenten wilde opwekken, een toneelstuk, getiteld Amboyna or the Cruelties of the Dutch to the English Merchants, waarin de animus van Van Speult werd verklaard uit een amoureuze rivaliteit tussen de zoon van de gouverneur en de leider der Engelsen. De Engelse propaganda duikt  in onze dagen weer op, bijvoorbeeld in het werk van Giles Milton dat onkritisch de Engelse versie herhaalt.

## De controverse

### (On)bevoegdheid van de rechtbank
Hoewel in de Engelse pamfletten veel nadruk werd gelegd op de beweerde gruwelen en het feit dat de Engelsen (over de Japanners en de Portugees maakte men zich minder druk) onschuldig zouden zijn, spitste in het diplomatieke conflict de zaak zich meer toe op de vraag of de gouverneur en raad te Ambon bevoegd waren de Engelsen te berechten. Indien dat niet het geval zou zijn, zouden ipso facto de gewezen doodvonnissen ongeldig zijn en de executies dus onrechtmatig, zelfs als de Engelsen zich aan enig misdrijf schuldig zouden hebben gemaakt. Daaruit is ook te verklaren dat de Engelse regering niet zozeer behoefte had aan een feitenonderzoek maar meende op standrechtelijke executie van de rechters te kunnen aandringen. Voor de beantwoording van deze vraag is daarom de interpretatie van het Traktaat van Defensie essentieel. In het al genoemde anonieme pamflet van de VOC en de Remonstrantie van de Bewindhebbers werd dan ook op deze vraag ingegaan en werd gesteld dat deze kwestie niet expliciet in het verdrag was geregeld, maar dat wel was afgesproken dat beide partijen hun forten zouden behouden en daarbinnen naar eigen recht zouden rechtspreken.
Van Engelse zijde werd daartegenover een beroep gedaan op het arbitrage-artikel 30 uit het verdrag. Dit schreef voor dat bij geschillen tussen de twee compagnieën die zij niet onderling konden oplossen, het geschil ter oplossing aan de Europese principalen zou moeten worden opgedragen. Maar het is de vraag of hier inderdaad in uit volgt dat een strafproces als zo'n geschil is aan te merken. Het is ook onwaarschijnlijk dat dit juist is, aangezien de betrokken rechtsstelsels sterk verschilden. De Nederlanders vielen onder het Hollands-Romeins recht en de Engelsen onder de common law. Deze stelsels verschilden niet alleen inhoudelijk, maar ook naar procesorde. Dit zou onoverkomelijke praktische bezwaren opgeleverd hebben als inderdaad serieus een gezamenlijke berechting door de Raad van Defensie was overwogen, laat staan een berechting in Europa.

### De aanklacht
Aangenomen dat de zaak terecht naar Hollands-Romeins recht werd berecht is de eerste vraag, wat het ten laste gelegde feit was? Dit blijkt als verraad te worden omschreven. Nu moet daaronder niet het moderne begrip hoogverraad worden verstaan, laat staan landverraad. Het gaat eerder om een vorm van wat nu oorlogsmisdrijf genoemd zou worden, een vergrijp tegen de toen geldende gebruiken van de oorlog (die veel vager waren dan tegenwoordig), en wel een aanslag op een militaire installatie zonder behoorlijke oorlogsverklaring vooraf. Een complicatie daarbij was, dat de aanslag nog niet had plaatsgevonden. Er was op zijn hoogst sprake van een samenzwering. Probleem daarbij was, dat het Hollands-Romeinse recht het begrip samenzwering niet kende (anders dan de common law). Samenzwering (een overeenkomst tussen twee of meer personen om een strafbaar feit te plegen, zoals de common law-omschrijving luidt) zou dus niet strafbaar zijn, zonder dat een begin van uitvoering was gemaakt waardoor het een poging zou worden. Echter, de spionagehandelingen waarvan de Japanse soldaat werd verdacht, zouden als zodanig kunnen worden aangemerkt.
Als dus het ten laste gelegde poging tot verraad was, waren de Engelsen daaraan dan schuldig? Uiteraard is dat na verloop van vier eeuwen niet meer na te gaan. Voor zover de schuldvraag nu nog van belang is, kan met meer vrucht gepoogd worden na te gaan of het proces op behoorlijke wijze werd gevoerd om dit vast te stellen. Naar moderne inzichten is dit uiteraard niet het geval: de bekentenissen werden merendeels onder foltering verkregen. Wat er nu van gedacht wordt, is echter minder belangrijk dan hoe er indertijd over gedacht werd en welke maatstaven de gedelegeerde rechters van de Staten-Generaal aanlegden. De relevantie voor het heden van de hele affaire is meer gelegen in de lessen die eruit getrokken kunnen worden over de waakzaamheid die nog steeds geboden is voor het beschermen van de mensenrechten.

### Foltering in het Hollands-Romeins recht en andere rechtsstelsels
Foltering was onder Hollands-Romeins recht (en andere contemporaine Europese, op het Romeins-canonieke recht gebaseerde, stelsels) onder bepaalde voorwaarden toegestaan, niet echter onder de Engelse common law. Vandaar dan ook het Engelse protest. Dat deed echter wat hypocriet aan, omdat in vergelijkbare gevallen in Engeland wel degelijk werd gefolterd. Dit gebeurde dan echter op grond van een speciale koninklijke machtiging die gebaseerd was op het koninklijk prerogatief. Zo werd in februari 1621 ene Peacock van Cambridge in de Tower gefolterd in de zaak-Thomas Lake.
Het gebruik van foltering kon derhalve alleen marginaal getoetst worden: was het op redelijke wijze gehanteerd? Voor foltering moest namelijk eerst een ernstig vermoeden van schuld zijn. De rechtvaardiging voor het gebruik van foltering was nl. dat voor een veroordeling een bekentenis vereist was. De verdachte zou een veroordeling kunnen ontlopen, zolang hij zijn onschuld bleef volhouden ook als het bewijs overweldigend was (de common law kent deze eis niet; jury's kunnen ook zonder bekentenis veroordelen). Als op andere gronden schuld overtuigend leek bewezen, kon foltering toegepast worden om het bewijs rond te krijgen.
De Engelse stukken laten zien dat de verdachten pas gefolterd werden, nadat er een ander bewijs tegen hen verkregen was. Doorgaans was dit een belastende verklaring van een eerder verhoorde verdachte (ook onder foltering verkregen). De verdachte werd dan eerst met zijn aanklager geconfronteerd en pas als hij zich niet overtuigend kon verdedigen aan foltering onderworpen, waarbij werd gepoogd nieuwe denunciaties tegen andere verdachten te verkrijgen. Waarna de cyclus zich herhaalde. Er ontstond zo een keten van verhoren met folteringen. De bekentenissen moesten na het verblijf in de folterkamer in vrijheid worden herhaald, maar aangezien bij herroeping opnieuw foltering volgde, kwam die niet vaak voor. Overigens kan hier ook door worden verklaard waarom enige Engelse verdachten niet werden gefolterd en zelfs werden vrijgesproken: er ontbrak eenvoudig het ernstig vermoeden van schuld in de gevallen waarin de verdachten een alibi hadden. Enkele van de verdachten bekenden bovendien vrijwillig (dus zonder het gebruik van foltering), al zal het vooruitzicht van foltering daarbij vermoedelijk een rol hebben gespeeld. De Ambonese rechtbank lijkt echter conform de geldende regels te hebben gehandeld.

### De controverse over de toegepaste martelingen
Als dus het gebruik van foltering juridisch gerechtvaardigd kon worden, was de volgende vraag: waren de gebruikte methoden acceptabel? De Engelse verslagen vermelden verhoormethoden die uitmuntten door hun grote mate van sadistische gruwelijkheid. Zo zou onder meer buskruit in wonden zijn gesmeerd en tot ontbranding gebracht. Ook zou de slachtoffers brandende kaarsen onder de oksels zijn gehouden. Ten slotte zouden bepaalde vormen van watertortuur zijn toegepast. De aangeklaagde rechters gaven echter alleen toe dat een vorm van waterkwelling was gebruikt die nu waterboarding heet. Gouverneur Frederik de Houtman (een voorganger van Van Speult op Ambon) die in het kader van het proces voor de gedelegeerde rechters ter zake ook gehoord werd, gaf aan dat deze vorm van tortuur ook elders in Indië gebruikelijk was.
Aangenomen wordt dat deze techniek niet in Indië ontwikkeld was, maar uit Nederland meegenomen. Doordat de rechters en getuigen elkaar tegenspreken op het punt van de meer sadistische foltermethoden, kan nu alleen met zekerheid vastgesteld worden dat waterboarding is gebruikt. Nationaal chauvinisme kan een rol spelen bij welke versie aangehangen wordt. In ieder geval zagen de gedelegeerde rechters er kennelijk geen grond in de aangeklaagde Ambonese rechters te veroordelen.

### Proces of moordcomplot?
Ook als erkend wordt dat het proces naar huidige maatstaven niet als redelijk gezien kan worden, kan dat daarom nog wel naar de toenmalige maatstaven het geval zijn geweest. De meeste strafprocessen uit de periode voor 1795, in Nederland en daarbuiten gevoerd, kunnen de toets van de moderne kritiek niet doorstaan, maar dat betekent nog niet dat alle veroordeelden dus onschuldig waren. Aangenomen dat alle veroordeelden in dit proces volledig onschuldig waren, impliceert dit nog niet dat het hele proces was opgezet als een Nederlands complot om de Engelse kooplieden op Ambon te vermoorden, zoals van Engelse zijde werd beweerd.
In later eeuwen hebben veel Britse historici zich beijverd om langs de weg van vernuftige redeneringen (doorgaans niet ontbloot van vooroordeel jegens de Nederlandse volksaard) het bewijs voor zo'n Nederlands complot te leveren, evenals trouwens voor de onschuld van de veroordeelden. Een smoking gun ontbreekt echter. Overigens lijkt wel duidelijk dat de zaak van Nederlandse zijde niet zo zou zijn aangepakt, als er niet een paranoïde verdenking tegen de Engelsen had bestaan. De hele zaak doet dan ook nog het meest denken aan een proces van het type Heksenprocessen van Salem.